# Antonio Barrientos
Antonio Barrientos González (Estepona, Málaga, 20 de abril de 1961) es un político español, alcalde de su localidad natal en tres ocasiones por el Partido Socialista Obrero Español. Está imputado en el llamado caso Astapa sobre presunta corrupción en el Ayuntamiento de Estepona.

## Carrera política
Licenciado en Medicina por la Universidad de Granada, fue alcalde de Estepona en 2001, como consecuencia de la dimisión de su compañero Antonio Caba Tena, de la que resultaría expulsado tras una moción de censura del PP y exintegrantes del GIL, por lo que sólo permaneció al frente del consistorio durante seis meses.
En la segunda ocasión resulta elegido en las elecciones municipales de 2003 y forma gobierno tras firmar un pacto con el Partido de Estepona e Izquierda Unida Los Verdes-Convocatoria por Andalucía al que se sumó más tarde el Partido Andalucista y que acabó abandonando IU por discrepancias.
En las elecciones de 2007 es la tercera y última, en la que obtiene uno de los mejores resultados del PSOE en Estepona, consiguiendo 11 concejales y firmó un pacto de gobierno con los 2 ediles del Partido Andalucista que le garantizaban la mayoría absoluta. También fue Secretario General del PSOE-A local desde julio de 2001. En 2008 dimite de todos sus cargos al ser arrestado junto a otras 20 personas en el marco de la Operación Astapa contra la corrupción urbanística.